# Catocala novangliae
Catocala novangliae là một loài bướm đêm trong họ Erebidae.